# Half Moon Bay (Kalifornia)
Half Moon Bay város az USA Kalifornia államában, San Mateo megyében. Lakosainak száma 11 795 fő (2020).

## Népesség
A település népességének változása:

| 2010 | 11 324 |
| 2020 | 11 795 |